# Neurigona zhejiangensis
Neurigona zhejiangensis är en tvåvingeart som beskrevs av Yang 1999. Neurigona zhejiangensis ingår i släktet Neurigona och familjen styltflugor. Inga underarter finns listade i Catalogue of Life.